# Różaniec (Pieniężno)
Różaniec (deutsch Rosengarth) ist ein Dorf in der polnischen Woiwodschaft Ermland-Masuren. Es gehört zur Stadt- und Landgemeinde Pieniężno (Mehlsack) im Powiat Braniewski (Kreis Braunsberg).

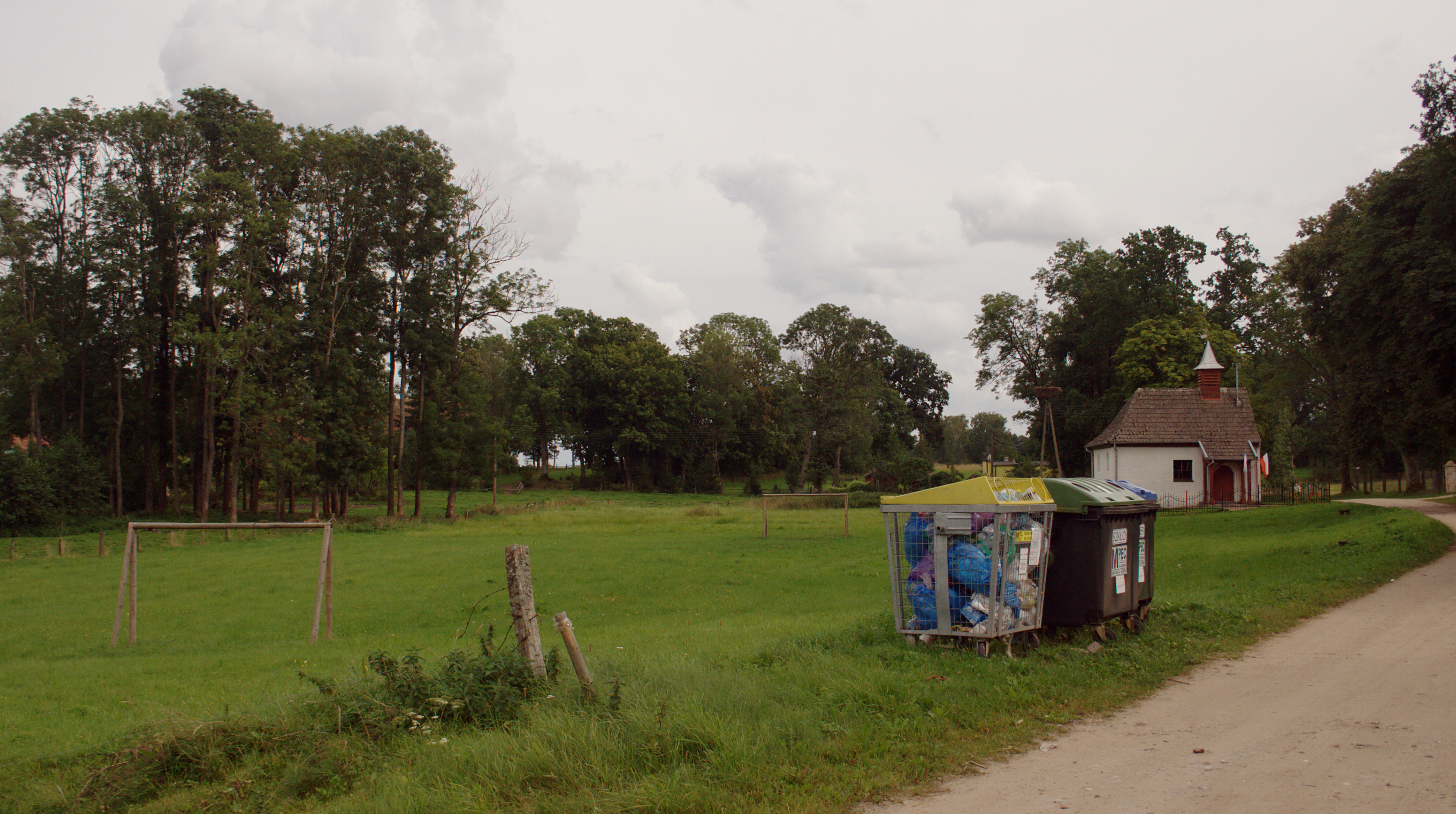
Ortsmitte Różaniec

## Geographische Lage
Różaniec liegt im Nordwesten der Woiwodschaft Ermland-Masuren, 29 Kilometer südöstlich der Kreisstadt Braniewo (Braunsberg).

## Geschichte
Das Dorf Rosengart (nach 1900 Rosengarth) besteht aus weit verstreuten Höfen und Gehöften. Im Jahre 1874 wurde die Landgemeinde Rosengart in den neu errichteten Amtsbezirk Layß (polnisch Łajsy) im ostpreußischen Kreis Braunsberg, Regierungsbezirk Königsberg, eingegliedert.
345 Einwohner waren im Jahre 1910 in Rosengarth gemeldet. Ihre Zahl belief sich 1933 auf 342 und 1939 auf 326.
Als 1945 das gesamte südliche Ostpreußen in Kriegsfolge an Polen abgetreten wurde, erhielt Rosengarth die polnische Namensform „Różaniec“. Heute ist das Dorf eine Ortschaft im Verbund der Gmina Pieniężno (Stadt- und Landgemeinde Mehlsack) im Powiat Braniewski (Kreis Braunsberg), von 1975 bis 1998 der Woiwodschaft Elbląg, seither der Woiwodschaft Ermland-Masuren zugehörig.

## Religion
Die mehrheitlich römisch-katholischen Bevölkerung Rosengarths gehörte vor 1945 zur Pfarrei Layß (polnisch Łajsy). Auch Różaniec ist nach Łajsy eingepfarrt, bis 2022 dem Dekanat Pieniężno (Mehlsack), seither dem Dekanat Orneta (Wormditt) im Erzbistum Ermland zugeordnet. 
Die evangelischen Einwohner gehörten vor dem Krieg zur Pfarrkirche Mehlsack in der Kirchenprovinz Ostpreußen der Kirche der Altpreußischen Union, seither zur Diözese Masuren der Evangelisch-Augsburgischen Kirche in Polen.

## Verkehr
Różaniec liegt an einer Nebenstraße, die von Pieniężno über Radziejewo (Sonnwalde) nach Lelkowo (Lichtenau)führt und somit einen Abschnitt der einstigen deutschen Reichsstraße 142 befährt. Eine von Borowiec (Borwalde) kommende Straßenverbindung endet in Różaniec.
Die nächste Bahnstation ist die Stadt Pieniężno. Sie liegt an der Bahnstrecke Olsztyn Gutkowo–Braniewo der Polnischen Staatsbahn.